# 邹城市
邹城市是山东省下辖的一个县级市，由济宁市代管，全国经济综合实力百强（县）市，孟子诞生地，中国优秀旅游城市，全国文明城市。位于山东省南部，北依曲阜、兖州、泗水，南靠滕州、微山，东靠临沂，西邻任城。市人民政府駐千泉街道平阳东路2699号。
秦始置驺县，历汉、晋、南北朝，及唐初改“驺”为“邹”，称邹县。1992年10月撤县设市，称邹城市。

## 历史
邹城有各类文物古迹300余处，其中国家级重点文物保护单位5处、10个景点。西周时邾国建国于此，后改名为邹国。邹城市是思想家、教育家孟子的故里，1994年被定为国家历史文化名城。

## 气候
邹城市属暖温带大陆性季风气候，地势东高西低，北高南低。全市年平均气温14℃，降水量771毫米。

## 政府领导
邹城市人民政府是邹城市的最高地方行政机构，成立于1939年3月。1948年8月改组为邹县人民政府。1992年10月，邹县人民政府撤销，升格为邹城市人民政府。

## 行政区划
邹城市下辖3个街道办事处、13个镇：
钢山街道、千泉街道、凫山街道、香城镇、城前镇、大束镇、北宿镇、中心店镇、唐村镇、太平镇、石墙镇、峄山镇、看庄镇、张庄镇、田黄镇和郭里镇。

## 人口
| 人口 -户数 -总人口 -男性 -女性 -城市人口 | 32.33 万户(2004) 112.04 万(2004) 58.38 万(2004) 53.66 万(2004) 35.49 万(2004) |  |

民族：24个(含汉族)
根据第七次全国人口普查数据，截至2020年11月1日零时，邹城市常住人口为1166559人。

## 交通
- 铁路：京沪铁路邹城站
- 公路： 104国道过境。

## 经济
邹城当前经济中占据主导地位的是以煤炭、电力为主的能源工业。这里煤炭储量巨大、品质上佳，资源能源丰富。境内藏煤面积357平方公里，地质储量41亿吨以上，年产原煤2000多万吨，电力总装机容量536万KW，年发电量达310亿千瓦时。而且交通便利，有京沪铁路、京沪高速公路穿越市境，离日照港、连云港、京杭大运河等也很近，因此诞生了中国煤炭行业中经济效益最佳的企业——兖矿集团（原兖州矿务局）。兖矿集团是华东地区产量最大的煤炭生产商，其总部和属下的多处煤矿都位于邹城，所生产的煤炭主要用于出口和国内发电，有专用铁路连接附近各港口及邹县电厂。华电国际邹县电厂是目前仅次于内蒙古电厂规模最大的火力发电厂，位于本市唐村镇，其装机容量高达420万千瓦。

## 文化和旅游
邹城历史文化遗产众多，现有各类文物古迹300余处，其中全国重点文物保护单位5处，省级8处，各类珍贵文物15000余件。驰名中外的“四孟”（孟庙、孟府、孟林、孟母林）古建筑群布局严谨、雄伟典雅；南北朝时期的“四山”（铁山、岗山、葛山、尖山）摩崖石刻，是中国书法艺术的瑰宝；历史文化名山峄山，为省级风景名胜区；明鲁荒王陵，是山东省最大的地下宫殿。邾国故城，承载着邹城的悠久历史。邹城文物旅游资源丰富，人文景观与自然景观交相辉映，形成“山·水·圣人”为主要特色的五大旅游景区，其内涵丰富多彩、特色鲜明、交通便利、设施齐全，每年吸引着数以万计的国内外游客。
邹城是孟子的故乡。孟子是儒家学派地位仅次于孔子的思想家，被后世尊称为“亚圣”。因此，邹城和位于其北的曲阜被并称为“孔孟桑梓之邦”。这里文化气息浓厚，后来也出现了匡衡、王粲、仲长统等许多著名文人。目前城内有用于祭祀孟子和供孟子后裔居住的孟庙及孟府，城区西北还有铁山、岗山摩崖石刻和孔子、孟子、秦始皇、汉武帝曾登临过的峄山等重要文物古迹。
- 国家历史文化名城：邹城
- 全国重点文物保护单位：孟庙及孟府, 铁山、岗山摩崖石刻